# Un pugno di cenere
Un pugno di cenere (Playing for the Ashes) è un romanzo di Elizabeth George, il settimo dedicato alla serie dell'Ispettore Lynley.
Pubblicato nel 1994, tradotto in dodici lingue,, in Italia è uscito nel 1995, edito da Longanesi.

## Trama
Nel romanzo sono presenti due piani narrativi: uno, in prima persona, è il diario che Olivia scrive per spiegare tutte le circostanze che hanno motivato le sue scelte di vita; l'altro, in terza persona, segue i vari personaggi e i loro atti e pensieri.

### L'indagine
Martin Snell porta ogni mattina il latte fresco al cottage della signora Gabriella Patten. Un venerdì si accorge che non sono state ritirate le bottiglie del giorno precedente, perciò, spinto da curiosità e apprensione, si dirige verso la casa e scopre le tracce di un incendio. Subito lancia l'allarme e giungono i soccorsi, ma, quando gli addetti penetrano nella casa, trovano un uomo morto in una stanza da letto, e nessuna traccia della Patten. Il defunto è un giocatore di cricket di livello nazionale, Ken Fleming, che tutti credevano partito per la Grecia con il figlio maggiore; l'incendio è stato provocato da una sigaretta inserita in una poltrona, che ha rilasciato nell'aria una grande quantità di ossido di carbonio.
Il cottage si trova nel Kent e la polizia locale è molto efficiente, grazie all'operato dell'ispettore Isabel Ardery. Solo per ragioni politiche (la fama della vittima) Scotland Yard è coinvolta e la Ardery, non senza ragione, si trova in competizione, più che in collaborazione con Thomas Lynley, affiancato da Barbara Havers. Ma ogni sforzo per chiarire la verità si rivela insufficiente: Gabriella Patten è scomparsa, Fleming ha in tasca i biglietti dell'aereo per la Grecia e i suoi familiari non sanno dire perché egli abbia all'ultimo momento rimandato il viaggio. Separato dalla moglie, Fleming vive con un'ex insegnante piuttosto facoltosa, Miriam Whitelaw, donna che può essere sua madre per l'età, e nemmeno Miriam, che è anche proprietaria del cottage, è stata informata sulle circostanze che hanno portato l'uomo a raggiungere il Kent, dove aveva una relazione con Gabriella.
La situazione ha una svolta quando, messo sotto pressione, il figlio sedicenne di Fleming, Jimmy Cooper, confessa di aver ucciso il padre. Adduce come movente il fatto che questo aveva abbandonato la famiglia e stava per sposare la Patten, dichiara inoltre che farà fuori anche lei. Però la dichiarazione del ragazzo è insostenibile, per mancanza di sue tracce all'interno del cottage e per l'ignoranza da lui dimostrata su dettagli determinanti, quali il tipo di sigaretta e il congegno incendiario usati. Dopo vari interrogatori, assistito da un avvocato che gli ha procurato Miriam Whitelaw, Jimmy fugge di casa, inseguito da Lynley e Barbara, si getta nel Tamigi e, ripescato da Lynley, finalmente crolla e dice di aver visto arrivare la madre Jeannie al cottage, dove è entrata e quindi uscita. Il ragazzo però, senza occhiali quella sera, si è sbagliato: la donna che ha visto voleva farsi passare per la madre, ma non era lei.
Gli altri possibili indiziati non convincono Lynley: Gabriella Patten riappare e dichiara che quella sera ha avuto una tremenda lite con Fleming, il quale ha tentato di soffocarla, perciò è fuggita a Londra da un amico e ha telefonato a Miriam per insultarla. La telefonata fornirebbe un alibi alle due donne, ma Miriam afferma di avere trascorso la notte con la figlia Olivia, che non rivedeva da dieci anni. Anche Olivia potrebbe aver desiderato la morte di Fleming, poiché era stata diseredata dalla madre in favore del campione; eppure, malata di SLA, non avrebbe potuto da sola compiere il viaggio fino al cottage e penetrarvi. Il compagno di Olivia, dopo averla condotta dalla madre, si è recato a una festa e tutti hanno confermato la sua presenza fino al mattino.
I superiori di Lynley sono oltremodo scontenti di lui e minacciano di togliergli il caso, perché ha lasciato trapelare troppe mezze verità con la stampa, che si è attaccata alla famiglia di Fleming, causando la crisi che ha condotto il giovane Jimmy alla fuga e a un possibile annegamento. L'ultimatum rivolto all'ispettore è di chiudere le indagini entro il successivo lunedì, altrimenti passeranno in altre mani. Ma la sorte ha in serbo per lui una sorpresa, per quanto sollecitata: la domenica gli arriva un pacco, contenente una serie di taccuini manoscritti: è il racconto di Olivia, in fondo al quale, oltre al nome dell'assassino, c'è anche la richiesta che egli scelga una linea di azione, sapendo che in ogni caso, le conseguenze ricadranno sull'ammalata. Lynley non ha dubbi: deve assicurare alla giustizia l'assassino.

### Il racconto di Olivia
Il conflitto con la madre Miriam è cominciato molto presto, sin dagli anni di scuola. A giudizio di Olivia, Miriam cercava sempre di dirigere le vite degli altri, perciò, quando all'età delle medie si è sentita magnificare le doti di un coetaneo, Fleming, ha dovuto subire insieme al padre le continue pressioni della donna perché il ragazzo, di famiglia modesta, potesse frequentare le scuole migliori. Però Fleming, a soli sedici anni, aveva ingravidato la coetanea Jeannie, di cui era da sempre innamorato, e, deciso a sposarla, si era messo a lavorare, causando una delusione alla sua sostenitrice Miriam.
Dopo alcuni anni Olivia si era allontanata dalla famiglia, facendo vita sregolata e dedita ad alcoolici e stupefacenti. Una sera, incontrati i genitori, in preda agli effetti della cocaina, aveva tentato di sedurre il padre. Questi, per lo choc provato, era morto di infarto prima ancora di rientrare a casa. Da quel momento Olivia si era prostituita, non per bisogno, ma solo per disperazione, finché un certo Chris (Christopher Faraday) l'aveva tolta dalla strada e condotta a vivere con lui su un battello. Non erano mai divenuti amanti e questo era un colpo per l'ego di Olivia.
Chris conduceva un'attività diurna di restauratore, mentre di notte si dedicava ad imprese volte a salvare animali vittime di vivisezione o di allevamento fuori dalle regole. Ben presto anche Olivia inizia a partecipare ai raid del gruppo, finché una notte ostacola l'azione, a causa di un problema fisico di cui non si era accorta. Le sue condizioni in breve tempo divengono tali che, consultati alcuni esperti medici, Chris e Olivia scoprono che lei è ammalata di SLA e peggiorerà fino a morire. A poco a poco, deve ritirarsi dalle attività e soffre anche perché pensa che Cris abbia una donna e quindi lei sarà ben presto un peso insostenibile. Non le resta che riprendere i rapporti con la madre.
Una sera di mercoledì, Olivia è condotta da Chris alla casa londinese di Miriam. L'uomo pensa che le due donne si siano sentite per concordare l'incontro, ma Olivia non ha agito così e si è presentata a casa entrando con la propria chiave. Rimasta sola, si rende conto che non c'è nessuno, nonostante le luci accese e la musica ad alto volume. Seduta ad aspettare, dopo ore, riceve la telefonata di una donna che le rivolge insulti pesanti, indirizzati però a Miriam. Sempre più preoccupata e affaticata, decide di lasciare una lettera alla madre e si mette allo scrittoio. Con grande sforzo riempie quattro pagine, poi crolla a dormire.
La sorprende il rientro della madre dopo le tre del mattino. Vestita in modo assurdamente giovanile, Miriam non lascia trapelare ciò che prova nel rivedere la figlia alle soglie di una fine sicura: le prepara il tè, l'assiste, le promette che non le farà mancare nulla. Le dice pure che, quando Olivia finalmente conoscerà Fleming, capirà quale uomo meraviglioso sia. Così Olivia ritorna al battello all'alba, quando Chris arriva a prenderla. Tutto questo diventa incomprensibile due giorni dopo, quando si diffonde la notizia della morte di Fleming. Pressati dall'indagine, i due decidono di tornare da Miriam.
La persona che si trovano davanti è sprofondata in uno stato quasi di demenza. Con molto sforzo, riescono a farsi dire che lei, con mezzi semplici e silenziosi, aveva raggiunto il cottage, vi era entrata e aveva inserito la sigaretta e il congegno incendiario, convinta di distruggere la casa e far morire Gabriella. Mai aveva immaginato che invece lì ci fosse Ken, tantomeno che la mancanza d'aria avrebbe risparmiato ogni cosa, esaurendo le fiamme e permettendo di rilevare molte tracce. Lei era vestita in modo da sembrare Jeannie e aveva noleggiato un'auto dello stesso modello: quindi sulla premeditazione, sul delitto, nessun dubbio.
Quello che Olivia chiede a Lynley con il suo memoriale è una scelta tra l'incriminare la madre (che può assicurarle un futuro di assistenza) o Chris e il gruppo, per i non pochi reati commessi, arrivati sino all'incendio e al sequestro di persona, mai al delitto o all'abbandono di esseri umani. Chris l'ha incoraggiata a dire quello che sa, ad anteporre la giustizia a qualsiasi altro interesse. E Lynley non la lascerà in mano ad un'assassina.

## Personaggi
- Thomas Lynley, ispettore di Scotland Yard, celibe. In questo libro chiede a Helen di sposarlo ed è trascinato dall'ansia della risposta.
- Barbara Havers, sergente di Scotland Yard, collaboratrice fissa di Lynley. Ha cambiato casa e vive sola in un piccolissimo cottage, dietro a una bifamiliare. La madre risiede dalla signora Flo, che si occupadi lei e di altre due anziane inferme.
- Hadiyyah, quasi otto anni, vicina di casa di Barbara, compare in questo libro per la prima volta.
- Taymullah Azhar, medico, padre di Hadiyyah.
- Lady Helen Clyde, quando si accorge che potrebbe costituire una distrazione durante le indagini di Lynley, si eclissa; alla fine ritorna e consente a sposarlo.
- Ispettore Isabel Ardery, della Polizia del Kent, accetta di malavoglia la presenza di Lynley. Molto efficiente, sempre un passo avanti rispetto alle richieste di Scotland Yard.
- Kenneth Fleming (Ken), grande campione di cricket, gioca nella Nazionale di cricket dell'Inghilterra. Proveniente da un ambiente modesto, ha lavorato a lungo in una tipografia e non ha frequentato l'università.
- Jean Cooper (Jeannie),  moglie di Fleming (si sono sposati entrambi sedicenni). Dopo una lunga separazione, decide di assumere il suo nome di ragazza per sé e per i figli.
- Jimmy Cooper (16 anni), Sharon (14 anni), Stan (8 anni), figli di Ken e Jean; hanno problematiche diverse, specie il primo, un ragazzo difficile affidato ai servizi sociali.
- Gabriella Patten, moglie di uno sponsor della squadra di Ken, ha con lui una relazione da tempo. Per sposarla, Ken si è deciso a chiedere il divorzio alla moglie.
- Guy Mollison, capitano della squadra inglese di cricket, ha avuto un contrasto con Ken, sfociato in una pesante zuffa.
- Miriam Withelaw, ex insegnante di Ken e sua patrocinatrice: gli ha dato lavoro da ragazzo, quando si dovette sposare in fretta, gli ha in seguito offerto di risiedere in una sua proprietà, un cottage nel Kent, per avvicinarlo alla squadra, infine lo ha ospitato nella sua casa, dando esca a un sacco di pettegolezzi, perché lei gli è maggiore di 34 anni e perché lui ha già notoriamente una famiglia e un'amante. Ha persino fatto testamento in suo favore.
- Olivia, unica figlia di Miriam, ha interrotto i rapporti con la madre da dieci anni, dopo la morte del padre, causata da un suo comportamento sregolato e offensivo. Ora è gravemente ammalata di SLA e deve recuperare la madre, almeno per i mezzi che le potrebbe offrire.
- Chris Faraday, compagno di Olivia, ma non sono amanti. Vivono insieme in un battello. Di giorno Chris fa il restauratore, di notte, in un gruppo animalista, ha compiuto una lunga serie di colpi e reati, per salvare animali da un destino infernale. Per principio, ha distrutto i luoghi di detenzione, ma non ha mai colpito esseri umani per vendetta o altro motivo.
- Martin Snell, lattaio, è il primo a scoprire l'incendio nel cottage e a dare l'allarme.

## Edizioni in italiano
- Elizabeth George, Un pugno di cenere, traduzione di Lidia Perria, Longanesi, Milano 1995
- Elizabeth George, Un pugno di cenere: romanzo, traduzione di Lidia Perria, TEA, Milano 1996
- Elizabeth George, Un pugno di cenere, Superpocket, Milano 2003
- Elizabeth George, Un pugno di cenere, legge: Cavicchioli, E., Modena, 2014

## Opere derivate
Il romanzo ha ispirato l'omonimo episodio, primo della seconda stagione, della serie televisiva The Inspector Lynley Mysteries andato in onda il 10 marzo 2003.